# Michaił Kreczetnikow
Michaił Kreczetnikow (ros. Михаил Никитич Кречетников) (ur. 1729, zm. 20 maja 1793 w Międzybożu) – generał-lejtnant wojsk rosyjskich.
Był młodszym bratem gen. Piotra Kreczetnikowa. Brał udział w wojnie siedmioletniej i wojnie rosyjsko-tureckiej 1768–1774. W 1768 roku dowodził wojskami rosyjskimi tłumiącymi powstanie chłopów i Hajdamaków (tzw. koliszczyzna) na Ukrainie Prawobrzeżnej. W 1773 mianowany gubernatorem Tweru, od 1776 namiestnik Kaługi i Tuły. Generał-gubernator ziem polskich zagarniętych przez Rosję na mocy II rozbioru w 1793, generał en chef armii rosyjskiej w czasie wojny polsko rosyjskiej w 1792.

## Odznaczenia
W 1776 został kawalerem Orderu Orła Białego i Orderu Świętego Stanisława. Odznaczony ponadto Orderem Świętego Aleksandra Newskiego i Orderem Świętej Anny.